# Galeria Sławy azjatyckiej piłki nożnej
Galeria Sławy azjatyckiej piłki nożnej (ang. Asian Football Hall of Fame) – galeria sławy osób, które wywarły znaczący wpływ na azjatycką piłkę nożną, utworzona 30 listopada 2014 roku w siedzibie AFC (Azjatycka Konfederacja Piłkarska) w Manili, z okazji 60. rocznicy powstania federacji.

## Nominowani
| Rok  | Nominowany(a)    | Narodowość       | Pozycja            | Lata kariery | Indywidualne osiągnięcia                                                                 |
| ---- | ---------------- | ---------------- | ------------------ | ------------ | ---------------------------------------------------------------------------------------- |
| 2014 | Homayoon Behzadi | Iran             | Pomocnik/Napastnik | 1958–1972    | Król strzelców Pucharu 1968                                                              |
| 2014 | Baichung Bhutia  | Indie            | Napastnik          | 1993–2013    |                                                                                          |
| 2014 | Ali Daei         | Iran             | Napastnik          | 1988–2007    | Król strzelców Pucharu 1996 Azjatycki Piłkarz Roku: 1999 Najlepszy strzelec Pucharu Azji |
| 2014 | Hong Myung-bo    | Korea Południowa | Obrońca            | 1992–2004    |                                                                                          |
| 2014 | Sami Al-Jaber    | Arabia Saudyjska | Napastnik          | 1988–2008    |                                                                                          |
| 2014 | Harry Kewell     | Australia        | Pomocnik/Napastnik | 1996–2014    | Wyróżniany zawodnik Pucharu Azji 2011                                                    |
| 2014 | Yasuhiko Okudera | Japonia          | Pomocnik           | 1970–1988    |                                                                                          |
| 2014 | Homare Sawa      | Japonia          | Pomocniczka        | 1991–2015    | Azjatycka Piłkarka Roku: 2004, 2009                                                      |
| 2014 | Soh Chin Aun     | Malezja          | Obrońca            | 1968–1988    |                                                                                          |
| 2014 | Sun Wen          | Chiny            | Napastniczka       | 1989–2006    | Azjatycka Piłkarka Roku: 1999                                                            |

### Według narodowości
| Lp. | Narodowość       | Ilość |
| --- | ---------------- | ----- |
| 1.  | Iran             | 2     |
| 1.  | Japonia          | 2     |
| 2.  | Australia        | 1     |
| 2.  | Chiny            | 1     |
| 2.  | Indie            | 1     |
| 2.  | Malezja          | 1     |
| 2.  | Arabia Saudyjska | 1     |
| 2.  | Korea Południowa | 1     |

## Galerie nominowanych

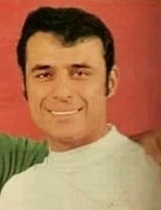
Homayoon Behzadi
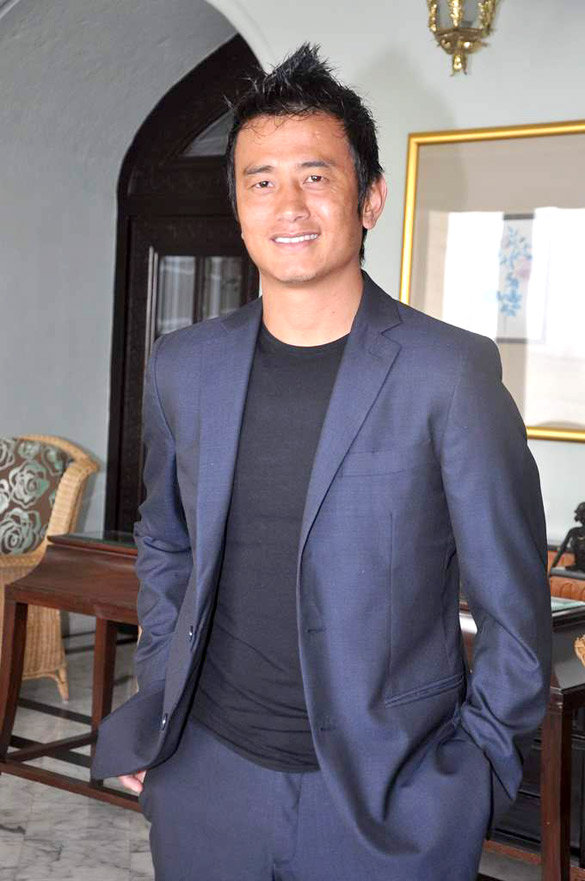
Baichung Bhutia
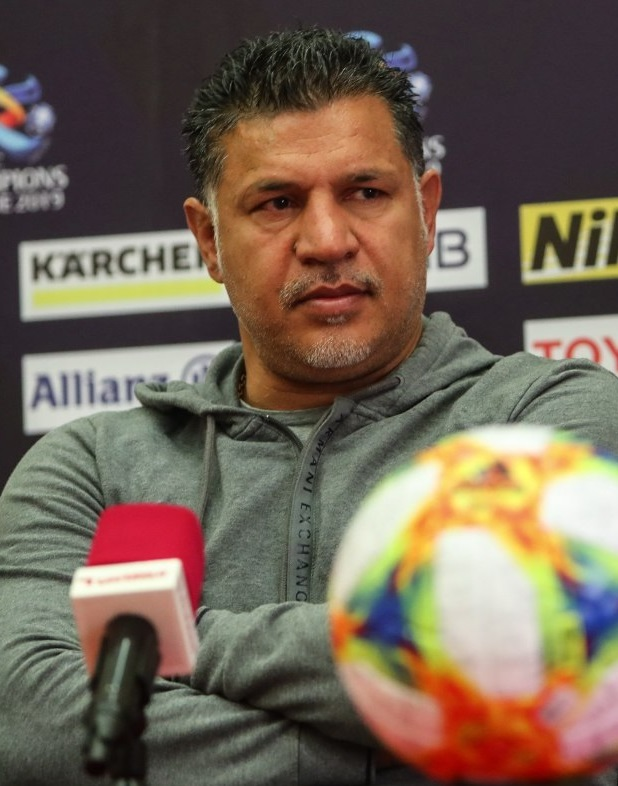
Ali Daei
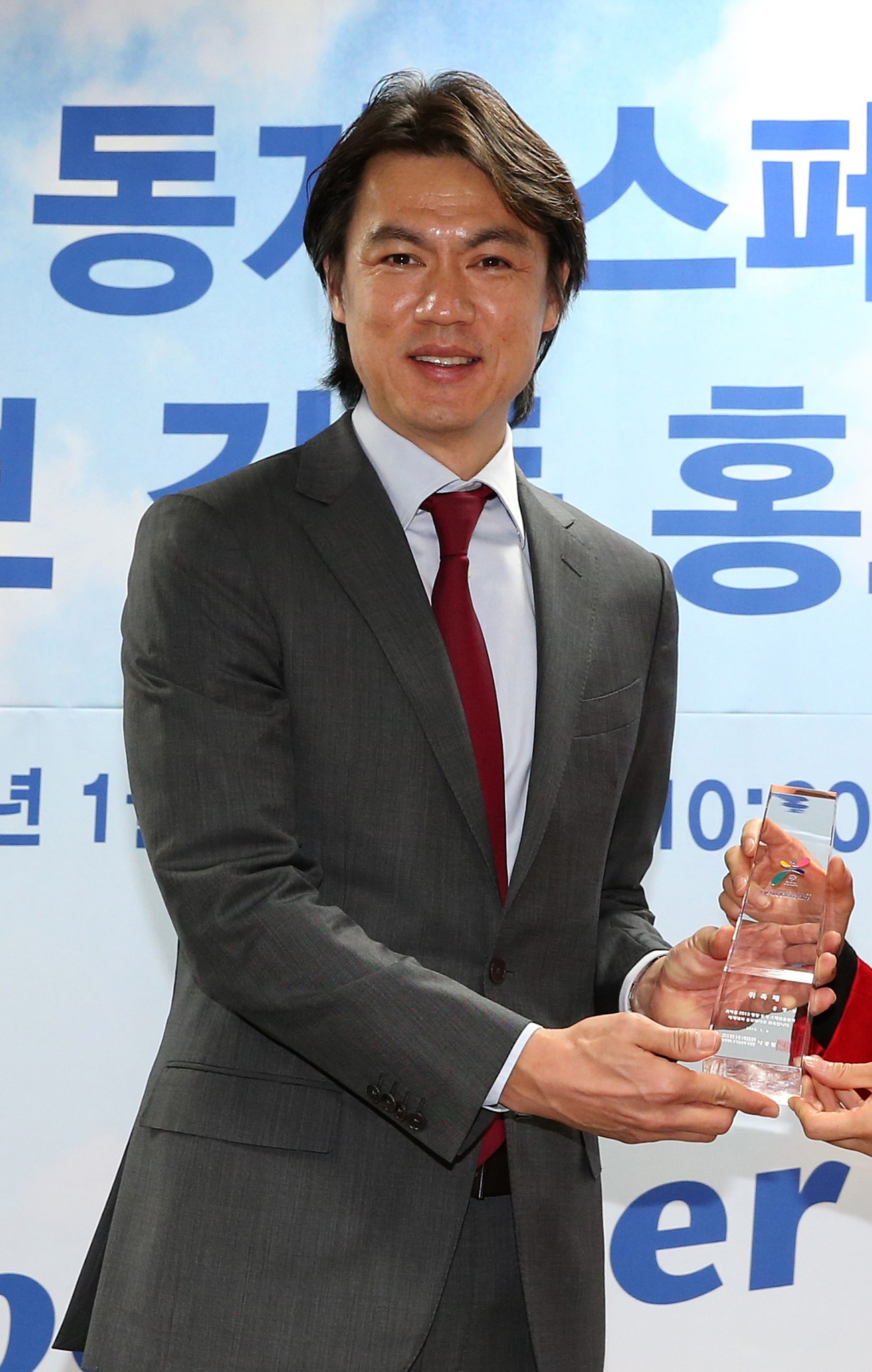
Hong Myung-bo
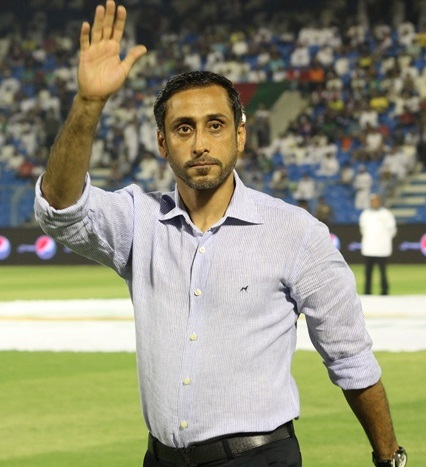
Sami Al-Jaber
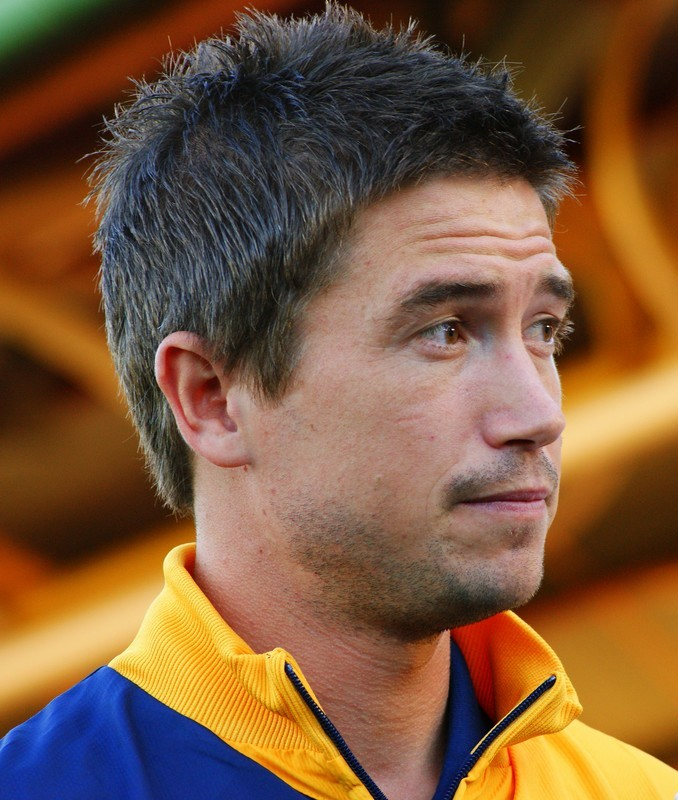
Harry Kewell
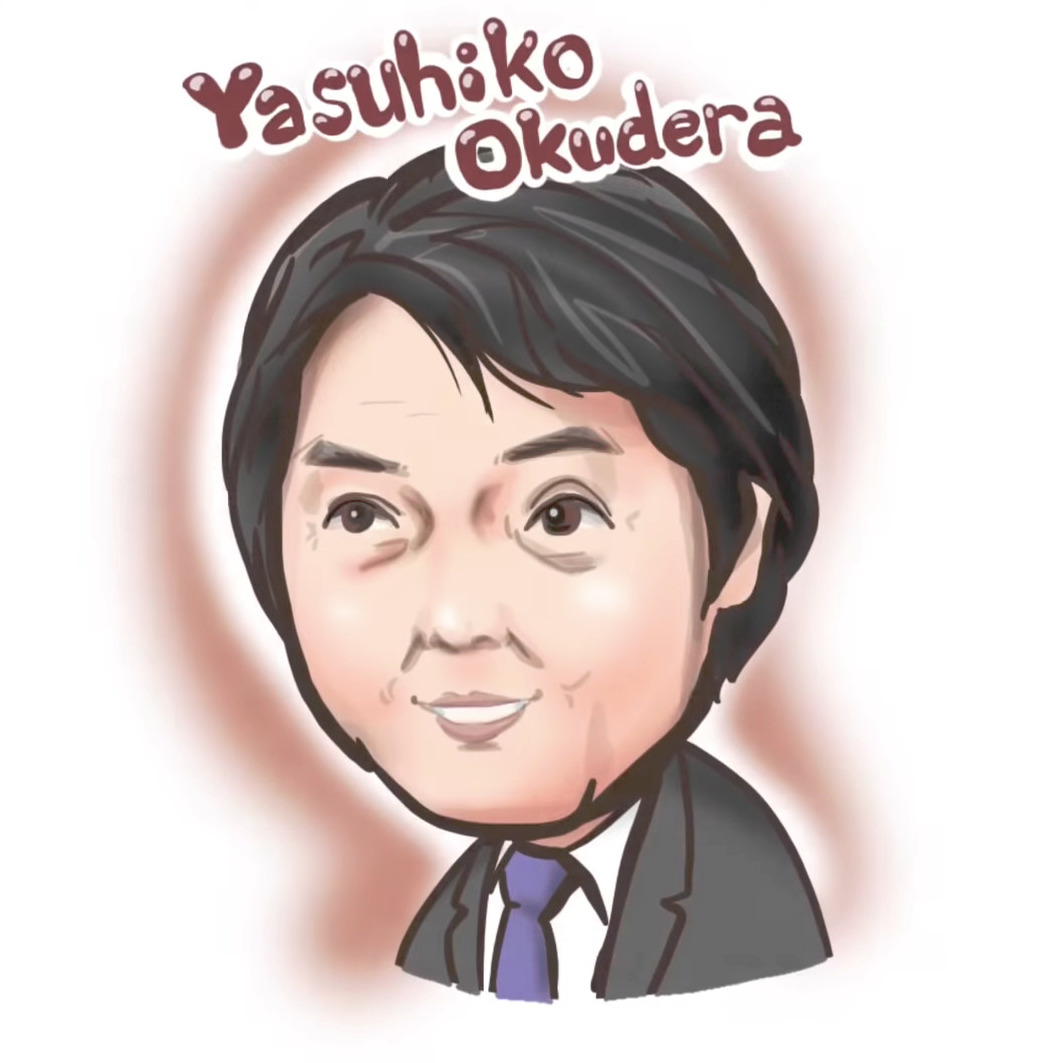
Yasuhiko Okudera
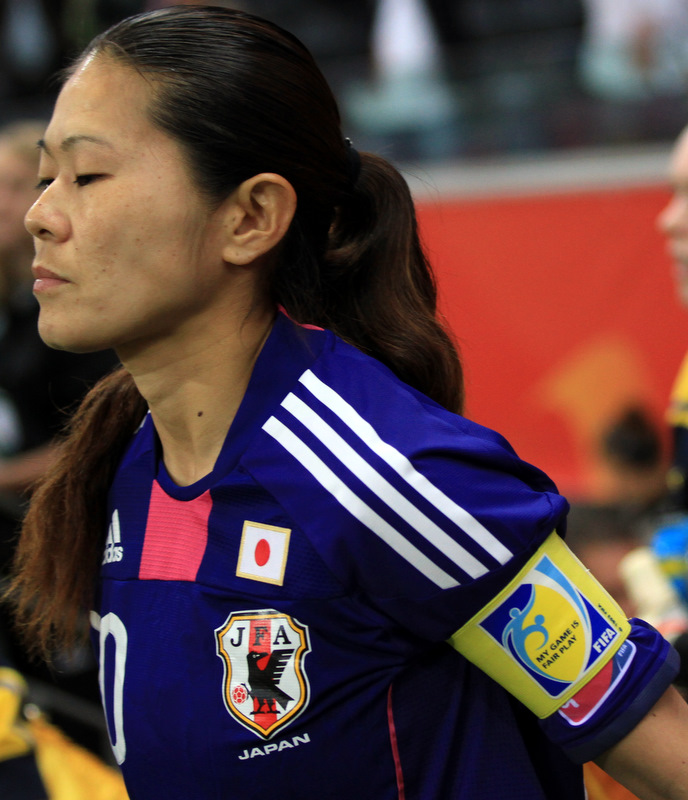
Homare Sawa
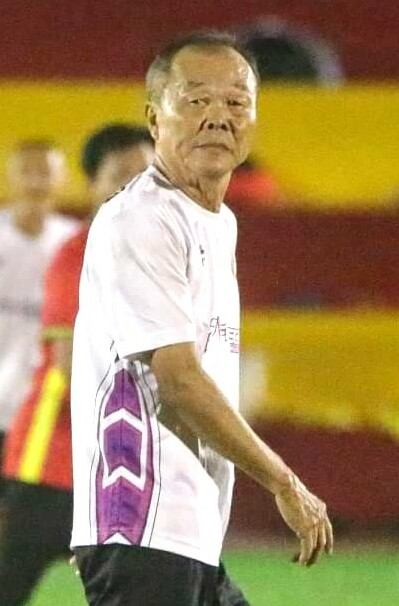
Soh Chin Aun